# Leandro Lino
Leandro Lino dos Santos (Franco da Rocha, 25 de julho de 1995) é um jogador de futsal brasileiro, que atua como ala. Atualmente, joga pelo Sorocaba Futsal e pela Seleção Brasileira de Futsal. Em 2016, foi considerado o terceiro melhor jogador mundo sub-23 no Futsal Awards.